# 11122 Eliscolombini
11122 Eliscolombini è un asteroide della fascia principale. Scoperto nel 1996, presenta un'orbita caratterizzata da un semiasse maggiore pari a 2,4084411 UA e da un'eccentricità di 0,1487249, inclinata di 1,56006° rispetto all'eclittica.